# Eugénie Dauzat
Pour les articles homonymes, voir Dauzat.
Eugénie Dauzat, née Eugénie Licheron le 6 décembre 1900 à Neuville (Puy-de-Dôme) et morte le 12 janvier 2013 à Lezoux (Puy-de-Dôme), âgée de 112 ans et 37 jours, est une supercentenaire, considérée à tort comme la doyenne des Français, à deux reprises. Dans un premier temps, Maria Richard lui ravit le titre jusqu'au 11 octobre 2012. Elle est alors considérée comme la doyenne des Français à ce moment-là jusqu'à ce qu'une autre personne : Irénise Moulonguet, née un mois avant, ne soit découverte.

## Biographie
L'Auvergnate Eugénie Dauzat, née Licheron, le 6 décembre 1900, a passé sa vie à Bort-l'Étang au côté de son mari, Gabriel, qui fut maire de cette commune durant près de quarante ans.